# Homococnemis
Homoncocnemis là một chi bướm đêm thuộc họ Noctuidae.